# Пристосовування області визначення

Відмінності між звичайною постановкою машинного навчання, та передавальним навчанням, і позиціювання пристосовування області визначення.

Пристосо́вування о́бласті ви́значення (англ. domain adaptation) — це область, пов'язана з машинним та передавальним навчанням. Цей сценарій виникає тоді, коли ми маємо на меті навчання з первинного розподілу даних ефективної моделі на іншому (але пов'язаному) цільовому розподілі даних. Наприклад, одна з підзадач поширеної задачі фільтрування спаму полягає в пристосовуванні моделі від одного користувача (первинний розподіл) до нового користувача, який отримує суттєво відмінні електронні листи (цільовий розподіл). Пристосовування області визначення виявилося корисним і для навчання непов'язаних джерел. Зауважте, що, коли доступно більше одного первинного розподілу, цю задачу називають багатоджерельним пристосовуванням області визначення (англ. multi-source domain adaptation).

## Огляд
Пристосовування області визначення — це здатність застосовувати алгоритм, навчений в одній або декількох «первинних областях визначення» (англ. "source domains"), до іншої (але пов'язаної) «цільової області визначення» (англ. "target domain"). Пристосовування області визначення є підкатегорією передавального навчання. У пристосовуванні області визначення як первинні, так і цільові області визначення мають один і той же простір ознак (але різні розподіли), а передавальне навчання, на відміну від цього, включає також і випадки, коли простір ознак цільової області визначення від первинного простору чи просторів ознак відрізняється.

### Зсув області визначення
Зсув о́бласті ви́значення (англ. domain shift), або розпо́діловий зсув (англ. distributional shift), — це зміна в розподілі даних між тренувальним набором даних алгоритму та набором даних, з яким він стикається при розгортанні. Ці зсуви областей визначення є поширеними в практичному застосуванні штучного інтелекту. Звичайні алгоритми машинного навчання часто погано пристосовуються до зсувів областей визначення. Сучасна спільнота машинного навчання має багато різних стратегій намагання досягнення кращого пристосування області визначення.

### Приклади
- Алгоритмові, натренованому на новинах, може довестися пристосовуватися до нового набору біомедичних документів.[9]
- Спамовий фільтр, натренований на певній групі користувачів електронної пошти під час тренування, при розгортанні мусить пристосовуватися до нового цільового користувача.[10]
- Застосування алгоритмів встановлювання діагнозу за допомогою ШІ, натренованих на мічених даних, пов'язаних із попередніми захворюваннями, до нових немічених даних, пов'язаних із пандемією COVID-19.[11]
- Раптові соціальні зміни, такі як спалах пандемії, можуть створювати зсув області визначення та спричинювати збої алгоритмів машинного навчання, натренованих на вже застарілих даних про споживачів, і вимагати втручання.[12][13]

До інших застосувань належать встановлювання положення за Wi-Fi та багато аспектів комп'ютерного бачення.

## Формальний виклад
Нехай {\displaystyle X} є простором входу (або простором опису, англ. input space, description space), і нехай {\displaystyle Y} є простором виходу (або простором міток, англ. output space, label space). Завданням алгоритму машинного навчання є навчитися математичної моделі (гіпотези) {\displaystyle h:X\to Y}, здатної приписувати мітку з {\displaystyle Y} прикладові з {\displaystyle X}. Навчання цієї моделі відбувається з навчальної вибірки {\displaystyle S=\{(x_{i},y_{i})\in (X\times Y)\}_{i=1}^{m}}.
Зазвичай за керованого навчання (без пристосовування області визначення) ми виходимо з того, що ці зразки {\displaystyle (x_{i},y_{i})\in S} витягуються н. о. р. з розподілу {\displaystyle D_{S}} носія {\displaystyle X\times Y} (невідомого та незмінного). Завдання відтак полягає в тім, щоби навчитися (з {\displaystyle S}) такої {\displaystyle h}, щоби вона припускалася найменшої можливої похибки при міченні нових зразків, що надходять із розподілу {\displaystyle D_{S}} .
Головна відмінність між керованим навчанням та пристосовуванням області визначення полягає в тім, що в другій ситуації ми вивчаємо два різні (але пов'язані) розподіли {\displaystyle D_{S}} і {\displaystyle D_{T}} на {\displaystyle X\times Y}[джерело?]. Завдання пристосовування області визначення відтак складається з передавання знань з первинної області визначення {\displaystyle D_{S}} до цільової {\displaystyle D_{T}}. Метою відтак є навчитися такої {\displaystyle h} (з мічених або немічених зразків, що надходять із двох областей визначення), щоби вона припускалася якомога меншої похибки на цільовій області визначення {\displaystyle D_{T}}[джерело?].
Головною проблемою є наступна: якщо модель навчається з первинної області визначення, якою буде її здатність правильно мітити дані, що надходять із цільової області визначення?

## Різні типи пристосовування області визначення
Існує кілька контекстів пристосовування області визначення. Вони відрізняються інформацією, яка враховується для цільової області визначення.
1. Спонта́нне пристосо́вування о́бласті ви́значення (англ. unsupervised domain adaptation): навчальна вибірка містить набір мічених первинних зразків, набір немічених первинних зразків, та набір немічених цільових зразків.
2. Напівавтомати́чне присто́совування о́бласті ви́значення (англ. semi-supervised domain adaptation): у цій ситуації ми також розглядаємо «невеликий» набір мічених цільових зразків.
3. Керо́ване пристосо́вування о́бласті ви́значення (англ. supervised domain adaptation): усі зразки, що розглядаються, мають бути міченими.

## Чотири алгоритмічні принципи

### Алгоритми перезважування
Мета полягає в перезважуванні первинної міченої вибірки таким чином, щоби вона «виглядала як» цільова вибірка (з точки зору розгляданої міри похибки).

### Ітеративні алгоритми
Цей метод для пристосовування полягає в ітеративному «автоматичному міченні» цільових зразків. Принцип є простим:
1. модель {\displaystyle h} навчається з мічених зразків;
2. {\displaystyle h} автоматично мітить деякі цільові зразки;
3. нова модель навчається з нових мічених зразків.

Зауважте, що існують й інші ітеративні підходи, але вони зазвичай потребують мічених цільових зразків.

### Пошук спільного простору подань
Метою є знайти або побудувати спільний простір подань (англ. common representation space) для двох областей визначення. Мета полягає в отриманні простору, в якому ці області визначення перебуватимуть близько одна до одної, за умови збереження доброї продуктивності в первинній задачі маркування. Цього можливо досягати за допомогою застосування методів змагального машинного навчання, де подання ознак із вибірок у різних областях визначення заохочуються бути нерозрізненними.

### Ієрархічна баєсова модель
Метою є побудувати баєсову ієрархічну модель {\displaystyle p(n)}, що є по суті множниковою моделлю для чисел {\displaystyle n}, щоби вивести не залежні від області визначення латентні подання, які можуть містити як специфічні для областей визначення, так і глобально спільні латентні множники.